# Bahasjaure
Bahasjaure är en sjö i Arjeplogs kommun i Lappland och ingår i Piteälvens huvudavrinningsområde. Sjön har en area på 0,318 kvadratkilometer och ligger 457,8 meter över havet.

## Delavrinningsområde
Bahasjaure ingår i det delavrinningsområde (736017-160365) som SMHI kallar för Utloppet av Stor-Mattaure. Medelhöjden är 494 meter över havet och ytan är 66,01 kvadratkilometer. Räknas de 11 avrinningsområdena uppströms in blir den ackumulerade arean 185,54 kvadratkilometer. Mattaureälven som avvattnar avrinningsområdet har biflödesordning 2, vilket innebär att vattnet flödar genom totalt 2 vattendrag innan det når havet efter 215 kilometer. Avrinningsområdet består mestadels av skog (67 procent). Avrinningsområdet har 19,08 kvadratkilometer vattenytor vilket ger det en sjöprocent på 28,9 procent.